# ARFU Asian Rugby Series 2005
Le Asian Series di rugby 2005 (in inglese 2005 ARFU Asian Rugby Series) furono la 2ª edizione ufficiale delle Asian Series di rugby della confederazione rugbistica asiatica.
Le tre divisioni di tale torneo funsero da primo turno delle qualificazioni asiatiche alla Coppa del Mondo di rugby 2007; la prima e la seconda classificata della seconda divisione nonché la vincitrice della terza divisione, infatti, accedettero al secondo turno di qualificazione; in aggiunta a ciò, le vincitrici delle rispettive divisioni guadagnarono l'accesso alla divisione superiore per l'edizione 2006, mentre invece il campionato di prima divisione mandò al secondo turno le prime due qualificate.
Il campionato di prima divisione fu vinto dal Giappone, per la prima volta vincitore di tale torneo, ma complessivamente al suo quindicesimo titolo asiatico; al secondo posto si classificò la Corea del Sud e al terzo Hong Kong, che retrocesse nella seconda divisione delle Asian Series 2006.
I Sakura si imposero a punteggio pieno battendo 91-3 Hong Kong e, a seguire, la Corea del Sud per 56-3.
Nella seconda divisione Golfo Persico (promosso alla prima divisione dell'anno successivo) e Cina avanzarono al secondo turno e, nella terza, lo Sri Lanka riuscì, dopo avere vinto il suo girone, a battere il Kazakistan, vincitore dell'altro girone, nella doppia finale-promozione per un complessivo 43-37 (sconfitta 19-25 ad Alma Ata e vittoria 24-12 al ritorno a Colombo).
Il sistema di punteggio previde 3 punti per la vittoria, 2 per il pareggio, 1 per la sconfitta e 0 per l'eventuale rinuncia a disputare l'incontro.

## 1ª divisione
| Tokyo 8 maggio 2005, ore 13:05 UTC+9 | Giappone | 91 – 3 | Hong Kong | Stadio Principe Chichibu (5 000 spett.) |

| Seul 15 maggio 2005, ore 14:58 UTC+9 | Corea del Sud | 31 – 50 | Giappone | Yeongwol Ground\| Arbitro: \| Blair Coller \| |
| Arbitro:                             | Blair Coller  |         |          |                                               |

| Hong Kong 22 maggio 2005 | Hong Kong | 3 – 56 | Corea del Sud |  |

### Classifica
|  | Squadra       | G | V | N | P | P+  | P-  | diff. | PT |
|  | ------------- | - | - | - | - | --- | --- | ----- | -- |
|  | Giappone      | 2 | 2 | 0 | 0 | 141 | 34  | +107  | 6  |
|  | Corea del Sud | 2 | 1 | 0 | 1 | 97  | 53  | +34   | 4  |
|  | Hong Kong     | 2 | 0 | 0 | 2 | 6   | 147 | -141  | 2  |

### Esito della 1ª divisione
- Giappone: campione asiatico
- Hong Kong: retrocesso alla 2ª divisione 2006

## 2ª divisione
| Data       | Incontro                      | Risultato | Sede    |
| ---------- | ----------------------------- | --------- | ------- |
| 30-4-2005  | Taipei cinese ― Cina          | 19–22     | Keelung |
| 20-5-2005  | Taipei cinese ― Golfo Persico | 26–30     | Keelung |
| 11-11-2005 | Golfo Persico ― Cina          | 24-22     | Dubai   |

|  | Classifica    | G | V | N | P | P+ | P- | diff. | PT |
|  | ------------- | - | - | - | - | -- | -- | ----- | -- |
|  | Golfo Persico | 2 | 2 | 0 | 0 | 54 | 48 | +6    | 6  |
|  | Cina          | 2 | 1 | 0 | 1 | 44 | 43 | +1    | 4  |
|  | Taipei cinese | 2 | 0 | 0 | 2 | 45 | 52 | -7    | 2  |

### Esito della 2ª divisione
- Golfo Persico: promosso alla 1ª divisione 2006 e ammesso al secondo turno delle qualificazioni asiatiche alla Coppa del Mondo di rugby 2007
- Cina: ammessa al secondo turno delle qualificazioni asiatiche alla Coppa del Mondo 2007
- Taiwan: retrocessa alla 3ª divisione 2006

## 3ª divisione

### Girone A
| Data      | Incontro               | Risultato | Sede       |
| --------- | ---------------------- | --------- | ---------- |
| 4-6-2005  | Thailandia ― Sri Lanka | 38–48     | Suphanburi |
| 11-6-2005 | Singapore ― Thailandia | 47–27     | Singapore  |
| 25-6-2005 | Sri Lanka ― Singapore  | 34–17     | Colombo    |

|  | Classifica | G | V | N | P | P+ | P- | diff. | PT |
|  | ---------- | - | - | - | - | -- | -- | ----- | -- |
|  | Sri Lanka  | 2 | 2 | 0 | 0 | 82 | 55 | +27   | 6  |
|  | Singapore  | 2 | 1 | 0 | 1 | 64 | 61 | +3    | 4  |
|  | Thailandia | 2 | 0 | 0 | 2 | 65 | 95 | -30   | 2  |

### Girone B
| Data      | Incontro              | Risultato | Sede         |
| --------- | --------------------- | --------- | ------------ |
| 4-6-2005  | India ― Kazakistan    | 22–36     | Mumbai       |
| 8-6-2005  | Kazakistan ― Malaysia | 48–3      | Mumbai       |
| 11-6-2005 | India ― Malaysia      | 48–12     | Mumbai       |
| 18-6-2005 | Guam ― India          | 8–8       | Guam         |
| 22-6-2005 | Kazakistan ― Guam     | 51–6      | Alma Ata     |
| 26-6-2005 | Malaysia ― Guam       | 45–15     | Kuala Lumpur |

|  | Classifica | G | V | N | P | P+  | P-  | diff. | PT |
|  | ---------- | - | - | - | - | --- | --- | ----- | -- |
|  | Kazakistan | 3 | 3 | 0 | 0 | 135 | 31  | 104   | 9  |
|  | India      | 3 | 2 | 0 | 1 | 78  | 56  | 22    | 7  |
|  | Malaysia   | 3 | 1 | 0 | 2 | 60  | 111 | -51   | 5  |
|  | Guam       | 3 | 0 | 0 | 3 | 29  | 104 | -75   | 3  |

### Finale
| Alma Ata 25 ottobre 2005 | Kazakistan | 25 – 19 | Sri Lanka |  |

| Colombo 12 novembre 2005 | Sri Lanka | 24 – 12 | Kazakistan | Longden Place |

### Esito della 3ª divisione
- Sri Lanka: promosso alla 2ª divisione 2006 e ammesso al secondo turno delle qualificazioni asiatiche alla Coppa del Mondo 2007